# Північно-Східний Таїланд
Ісаан тай. ภาคอีสาน — історична область (край) північно-східного Таїланду.

## Назва
Назва ймовірно походить від Ісанпура, столиці стародавньої кхмерської держави Ченла. Офіційна влада Таїланду через небезпеку лаоського чи кхмерського сепаратизму притримується своєї версії назви: Ісаан походить від Ісана — одного з імен бога Шиви.

## Географія
Складається з 20 провінцій. Розташований на плато Кхорат, межує з Лаосом на півночі і сході, Камбоджею на півдні. Від центральних та північних районів Таїланду регіон відділений Пхечабунськими горами.

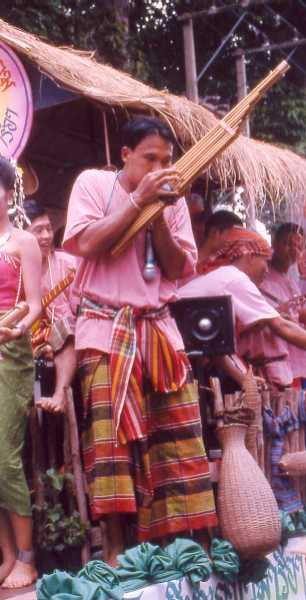
Ісаанськa музика на фестивалі свічок у місті Убон Рачатані

- Амнатчарен (อำนาจเจริญ)
- Бурірам (บุรีรัมย์)
- Чаяпхум (ชัยภูมิ)
- Каласін (กาฬสินธุ์)
- Кхонкен (ขอนแก่น)
- Лой (เลย)
- Махасаракхам (มหาสารคาม)
- Мукдахан (มุกดาหาร)
- Накхонпханом (นครพนม)
- Накхонратчасіма (นครราชสีมา)
- Нонгбуалампху (หนองบัวลำภู)
- Нонгкай (หนองคาย)
- Роєт (ร้อยเอ็ด)
- Саконнакхон (สกลนคร)
- Сісакет (ศรีสะเกษ)
- Сурін (สุรินทร์)
- Убонратчатхані (อุบลราชธานี)
- Убонтхані (อุดรธานี)
- Ясотхон (ยโสธร)

## Історія
З доісторичних часів збереглися наскельні малюнки у національному парку Пхатаєм. Край був під впливом культури Двараваті та Кхмерської імперії. З того часу збереглися споруди в історичних парках Пхімай та Пханомрунг. Після занепаду імперії кхмерів Ісаан переходить під протекторат лаоського королівства Ланксанг. Населення сильно зменшилося у період з XV–XVIII ст, що отримав назву «темна доба Камбоджі». У цей час на території Ісаану існували напівнезалежні феодальні міста муенанги. Такі міста платили данину не в єдиний центр, а різним сусідам. Тому визначити приналежність краю до тієї чи іншої країни неможливо. Така політична система отримала назву мандалавидна. Проте з XVII ст. в регіоні встановлюється відносна влада королівства Сіаму.
З XVII ст. починається заселення регіону тайськими та лаоськими мігрантами з густонаселених районів східного берега Меконгу. Цьому сприяли Лаоське повстання (1826-1828) та Франко-сіамська війна, що лишила регіон нічийним кордоном між французьким Індокитаєм та королівством Сіам. Король Чулалонгкорн (Рама V) у ході адміністративної реформи нейтралізував владу місцевих напівнезалежних феодалів, розділивши край на провінції з централізованою владою. Під час правління цього короля території на схід від Мекконгу були віддані Франції.
Під час середини 20-х років XX ст. була проведена таїфікація населення, покликана зменшити вплив лаоської та кхмерської нації в регіоні, оскільки існувала загроза відторження цих районів на користь сусідам. Була розповсюджена легенда, ніби Ісаан походить від імені бога Шиви. Тайська абетка була введена також для лаоської мови, яку стали називати ісаанським діалектом тайської мови. Наразі через велику різницю в економічному розвитку Таїланду з одного боку та Лаосу і Камбоджі з іншого, загрози сепаратизму не існує.

## Населення
Регіон значно відрізняється від Таїланду культурою та мовою населення. Населення розмовляє діалектом лаоської мови проте використовує тайську абетку. У містах бульше людей розмовляє тайською, поширений білінгвізм. Населення ідентифікує свою національність як тайці (тай-ісаан).

## Культура
Край відомий особливим видом бійцівського спорту муай-тай, своєю специфічною музикою мор-лам, півнячими боями, ісаанськими стравами з «липким» рисом. «Липкий рис» — спеціальний сорт рису, який не розсипається після варки. Подають у бамбукових циліндричних коробочках разом з салатами та іншими стравами. За столом з липкого рису зкатують кульки голими руками, які вмокають у підливу страви і їдять. Ісаанські страви наразі набули популярності по усьому Таїланді. В Ісаані виробляють традиційно тайське рисове вино - сато.

## Економіка
Ісаан у минулому був найбіднішим регіоном Таїланду. Підтримка міністерством промисловості індустріальних зон у провінціях Кхонгкаєн та Удонтхані дає позитивні результати. Наразі Ісаан — регіон Таїланду, економіка якого розвивається найшвидше. Через різницю в добробуті та населення, що розмовляє лаоським діалектом, у регіоні багато імігрантів з Лаосу, що їдуть сюди працювати.